# Аріф Рагімзаде
Аріф Кафар огли Рагімзаде (азерб. Arif Qafar oğlu Rəhimzadə; нар.. 24 лютого 1941, Гянджа, Азербайджанська РСР) — азербайджанський політичний і державний діяч; віце-спікер національних Зборів Азербайджану (1995—2005).
Депутат національних Зборів Азербайджану I, II, III, IV, V скликань (з 12 листопада 1995 року).

## Біографія
Аріф Рагімзаде народився 24 лютого 1941 року в Гянджі. Отримав вищу освіту в Азербайджанському державному аграрному університеті.
Аріф Рагімзаде одружений, має двох дітей.

### Депутат Національний Зборів
Аріф Рагімзаде 12 листопада 1995 року був обраний депутатом Національних Зборів Азербайджану.
5 листопада 2000 року Аріф Рагімзаде знову був переобраний депутатом Національний Зборах Азербайджану.
Аріф Рагімзаде 1995—2000 роках обіймав пост Віце-спікер національних Зборів Азербайджану.
Аріфа Рагімзаде 6 листопада 2005 року переобрали депутатом Національних Зборів Азербайджану втретє. Він увійшов до міжпарламентської групи Азербайджан — Білорусь, Азербайджан — Велика Британія та Азербайджан — Росія (2005—2010).
7 листопада 2010 року Аріф Рагімзаде знову переобрали депутатом Національних Зборів Азербайджану і став головою міжпарламентської групи Азербайджан — Росія (2011—2015).
Аріфа Рагімзаде 1 листопада 2015 року переобрано депутатом Національних Зборів Азербайджану вп'яте.

## Нагороди
- Орден «Слава» — 26 квітня 2011 року.[3]